# Jacek Dawidów
Jacek Dawidów (ur. 4 sierpnia 1971 w Jastrzębiu-Zdroju) – polski szachista.

## Kariera szachowa
Wielokrotnie startował w finałach indywidualnych mistrzostw Polski juniorów w różnych kategoriach wiekowych, dwukrotnie zdobywając srebrne medale w kategorii do 19 lat (Miętne 1987, Jędrzejów 1989). W 1989 r. reprezentował narodowe barwy na rozegranym w Aabybro drużynowym turnieju o Puchar Krajów Nordyckich (ang. Nordic Chess Cup), zdobywając dwa medale: brązowy wspólnie z drużyną oraz złoty za indywidualny wynik na VI szachownicy.
W barwach klubu "Kolejarz" Katowice zdobył trzy medale drużynowych mistrzostw Polski (srebrne: Krynica 1988, Łeba 1989; brązowy: Jachranka 1987), jak również dwa tytuły drużynowego mistrza Polski w szachach błyskawicznych (Katowice 1988, Miętne 1989).
Najwyższy ranking w karierze osiągnął 1 stycznia 1995 r., z wynikiem 2395 punktów dzielił wówczas 30-34. miejsce wśród polskich szachistów.